# 湯之根町
湯之根町（ゆのねちょう）は、愛知県瀬戸市深川連区の町名。丁番を持たない単独町名である。

## 地理
- 瀬戸市の中央部に位置する[8]。西を背戸側町、北を西印所町、東を泉町、南を宮里町と隣接している[8]。
- 丘陵斜面の町域で窯業原料の工場や陶磁器関係の中小工場、陶土採掘場、住宅などが混在する[8]。湯之根墓地がある[8]。

### 学区
市立小・中学校に通う場合、学区は以下の通りとなる。また、公立高等学校普通科に通う場合の学区は以下の通りとなる。
| 番・番地等 | 小学校                 | 中学校                 | 高等学校 |
| ---------- | ---------------------- | ---------------------- | -------- |
| 全域       | 瀬戸市立にじの丘小学校 | 瀬戸市立にじの丘中学校 | 尾張学区 |

## 歴史

### 町名の由来
大昔、深川神社の北西に高根山という大きな山があり、この麓に池があって冬になるとこの池から湯煙が立ち昇るような風景が見られたところから、湯之根（湯の元）と呼ばれるようになったと伝えられている。

### 沿革
- 1942年（昭和17年）1月9日 - 瀬戸市大字瀬戸字池田・背戸側・印所の各一部により、同市湯之根町として成立[2]。

## 世帯数と人口
2025年（令和7年）2月1日現在の世帯数と人口は以下の通りである。
| 町丁     | 世帯数 | 人口 |
| -------- | ------ | ---- |
| 湯之根町 | 28世帯 | 51人 |

### 人口の変遷
国勢調査による人口の推移
| 1995年（平成7年）  | 104人 | [ 12 ] |  |
| 2000年（平成12年） | 89人  | [ 13 ] |  |
| 2005年（平成17年） | 78人  | [ 14 ] |  |
| 2010年（平成22年） | 64人  | [ 15 ] |  |
| 2015年（平成27年） | 66人  | [ 16 ] |  |
| 2020年（令和2年）  | 68人  | [ 17 ] |  |

### 世帯数の変遷
国勢調査による世帯数の推移。
| 1995年（平成7年）  | 47世帯 | [ 12 ] |  |
| 2000年（平成12年） | 46世帯 | [ 13 ] |  |
| 2005年（平成17年） | 37世帯 | [ 14 ] |  |
| 2010年（平成22年） | 27世帯 | [ 15 ] |  |
| 2015年（平成27年） | 35世帯 | [ 16 ] |  |
| 2020年（令和2年）  | 38世帯 | [ 17 ] |  |

## 交通

### 鉄道
町内に鉄道は走っていない。最寄り駅は名鉄瀬戸線尾張瀬戸駅になる。

### バス
町内にバスは走っていない。最寄りのバス停は、名鉄バス「しなの線（瀬戸北線）」【1】【1H】【2】【2H】【3】【4】系統、同「本地ヶ原線」【10】系統、同「東山線」【16】【16H】【17H】【18】系統の記念橋バス停になる。

### 道路
愛知県道207号定光寺山脇線 ： 町の南西端をかすめるように通っている。

## 施設
- ひかり保育園[8] ： 1977年（昭和52年）4月開園[18]。社会福祉法人放光福祉会が運営している[19]。2023年（令和5年）4月1日現在の園児数は23人、職員数は9人[20]。
- 湯之根やきもの長屋 ： 1978年（昭和53年）6月開始。陶芸を志す若者達が陶房として利用。20に仕切られた陶房で22基の窯がある[21]。
- 丸岩製陶所 ： 幕末の時代から創業している老舗の窯元。茶道具、花器を主に生産[22]。

- ひかり保育園
- 湯之根やきもの長屋
- 丸岩製陶所

## その他

### 日本郵便
- 郵便番号 : 489-0078[6]（集配局：瀬戸郵便局[23]）。